# النسايمة
قرية النسايمة هي إحدى القرى التابعة لمركز المنزلة في محافظة الدقهلية في جمهورية مصر العربية. حسب إحصاءات سنة 2006، بلغ إجمالي السكان في النسايمة 17304 نسمة، منهم 9197 رجل و8107 امرأة.